# 小天狗岳
小天狗岳（こてんぐだけ）は北海道札幌市南区定山渓にある山。標高764.7メートル。名称の由来は、北西の奥にある定山渓天狗岳のミニチュア版とも言うべき小ぶりな岩山であることからと思われる。
定山渓ダムによってできたさっぽろ湖の西に位置し、登山道はダム資料館の奥に入り口がある。登山道自体はダムの完成以前から開削されていたが、かつては全く登る者が無く、ダム下流園地の完成によってようやく気軽にアクセスできるようになった。
登山道には多くの階段が設けられているが、木の板が腐敗して支えの鉄杭だけが露出した状態になっており、危険である。
山体は約500万年前に周辺の地層を貫いた溶岩からできており、山頂付近では暗灰色の安山岩が確認できる。

## ギャラリー

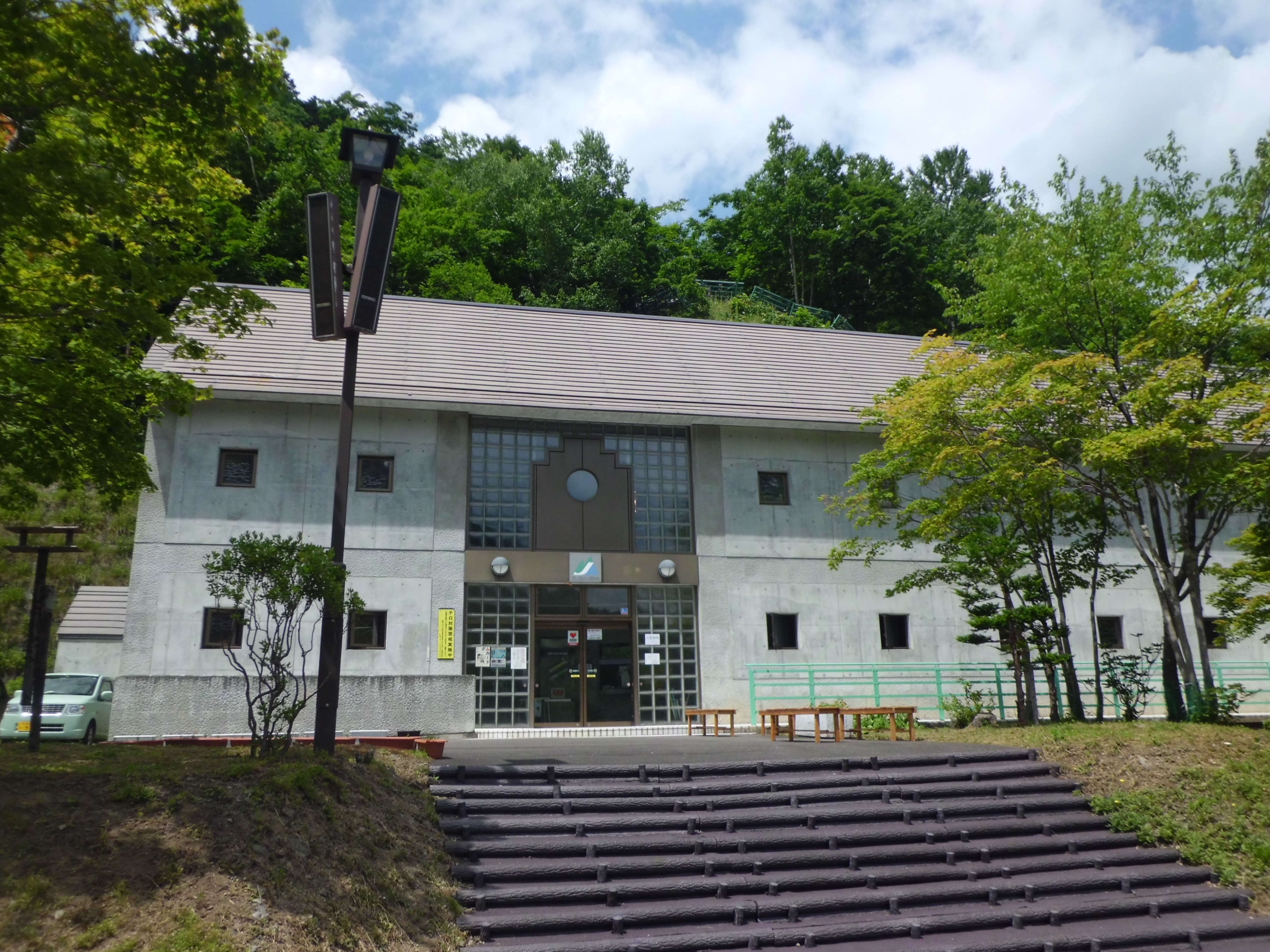
定山渓ダム資料館
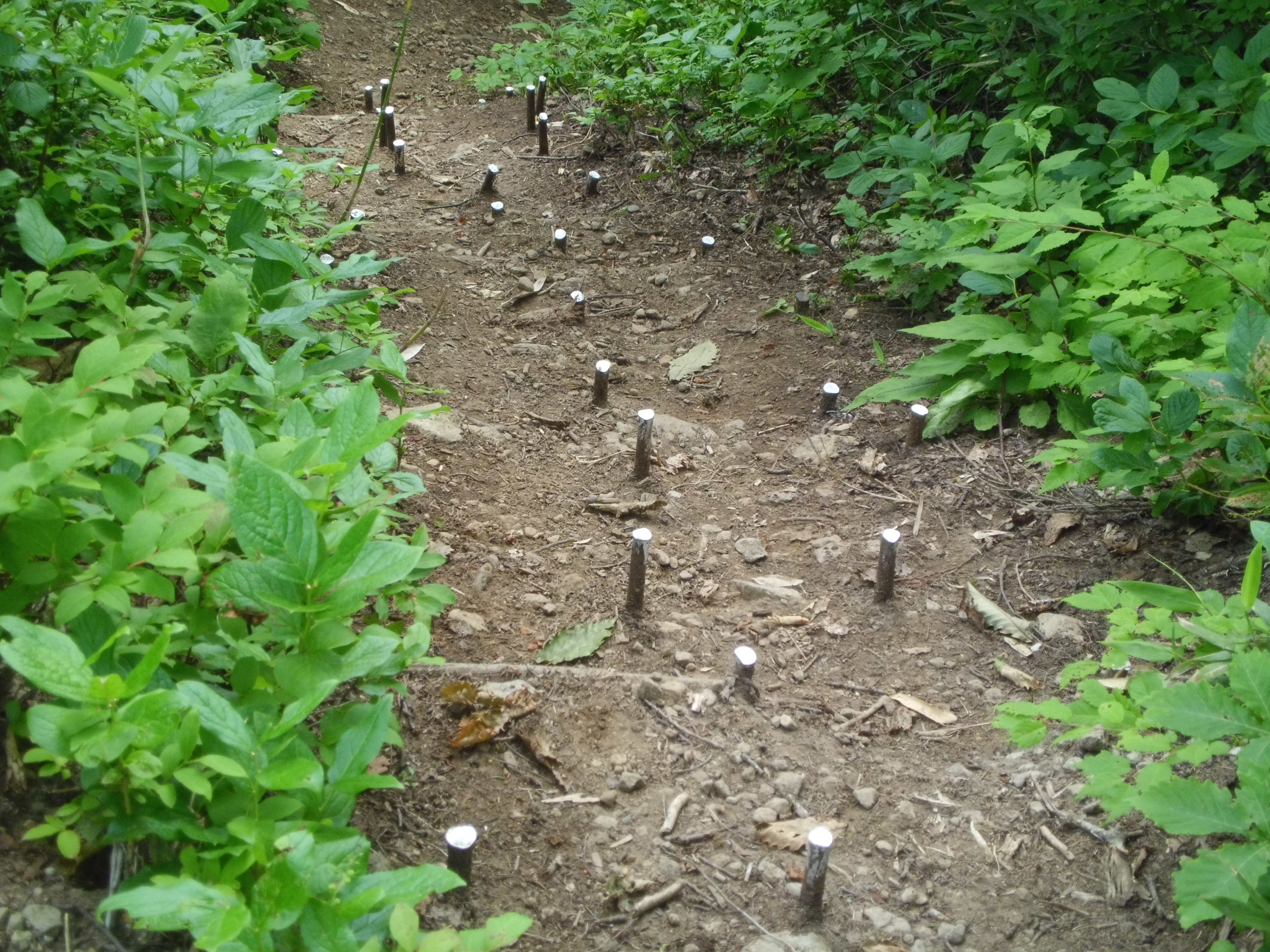
登山道中の露出した鉄杭
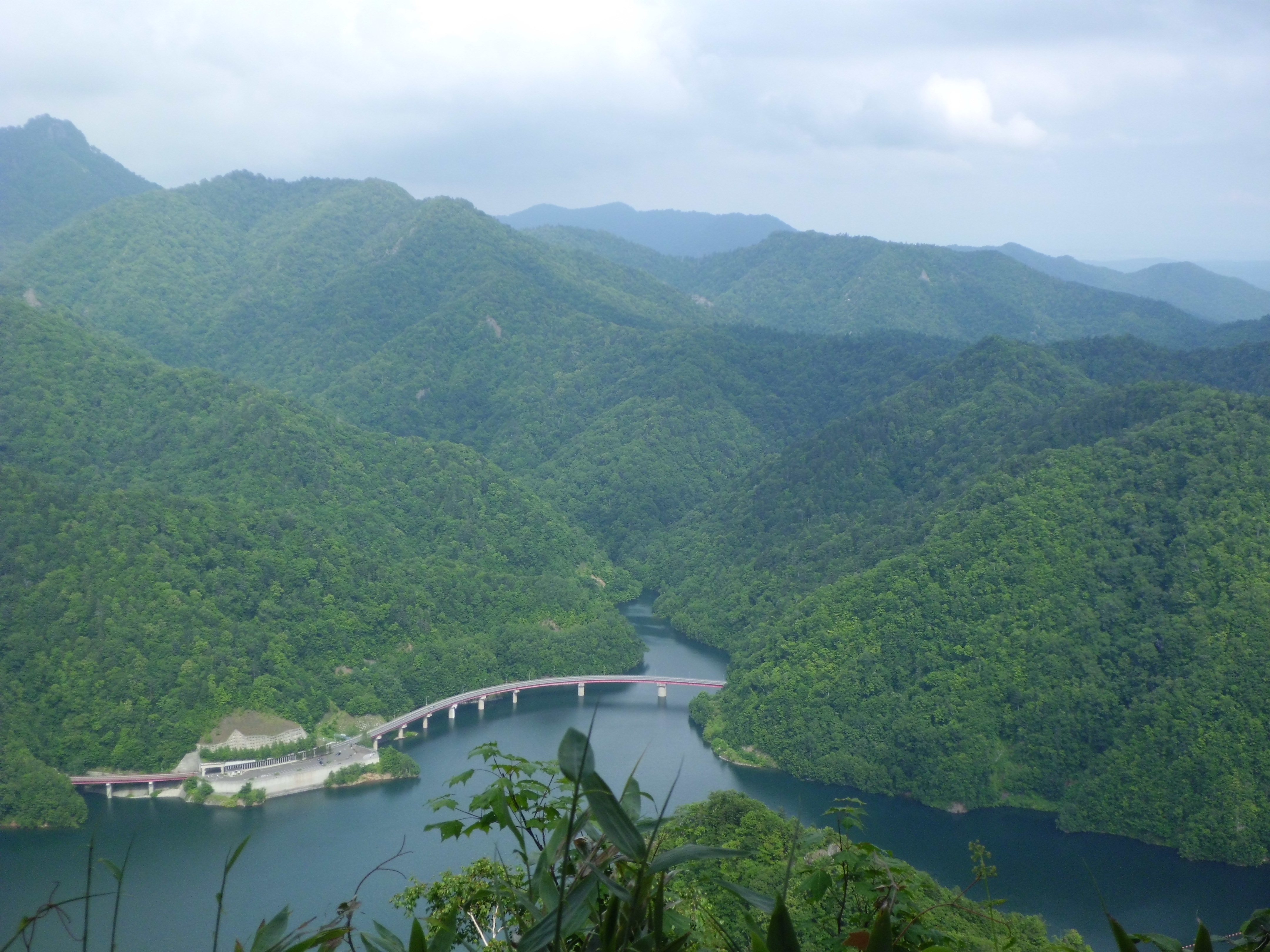
山頂付近から望むさっぽろ湖
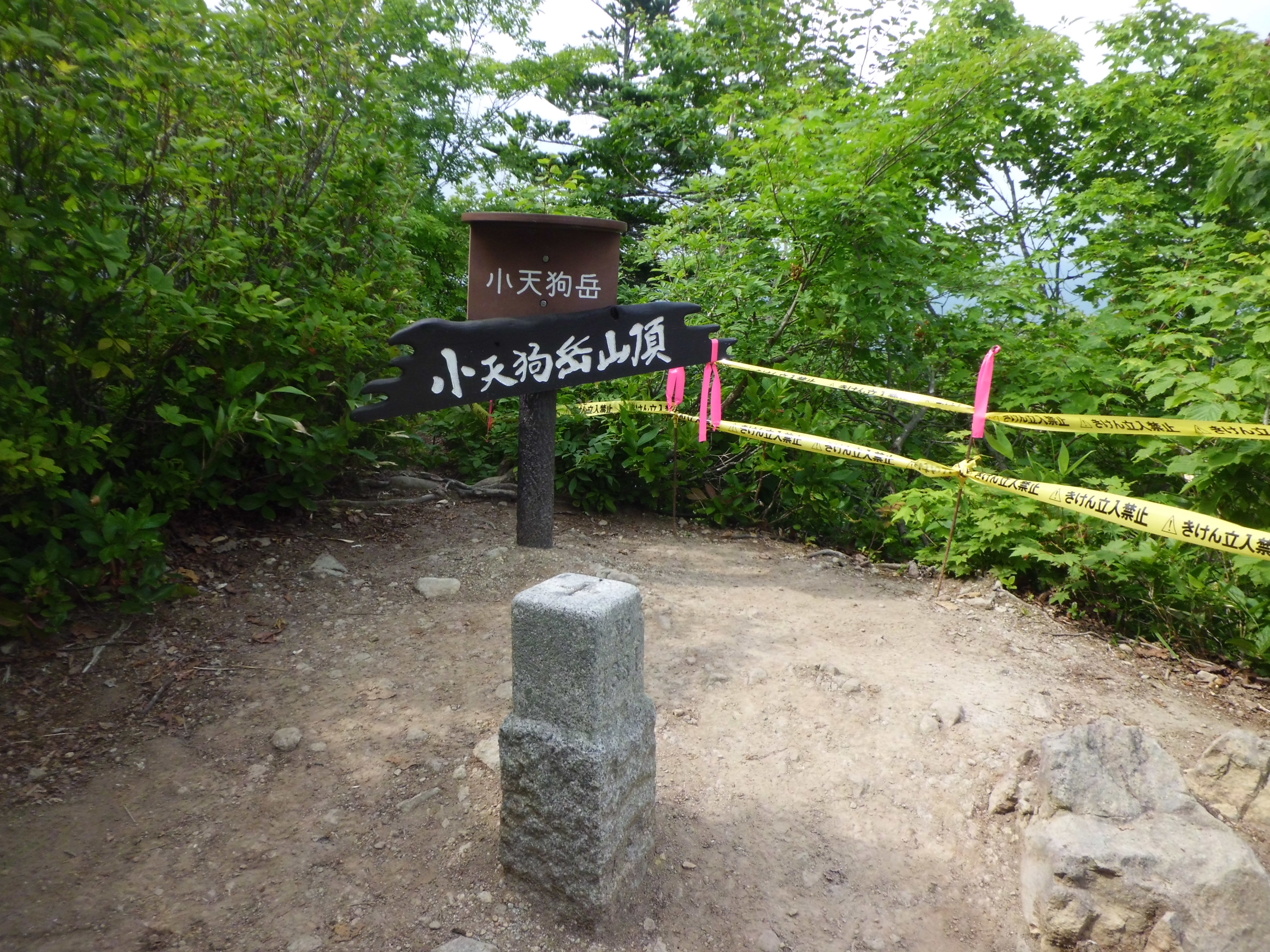
山頂